# Sondra Locke
Sondra Locke (Shelbyville, Tennessee, 28 de maio de 1944 – Los Angeles, Califórnia, 3 de novembro de 2018) foi uma atriz e cineasta americana.
Ficou conhecida por contracenar com Clint Eastwood, na época, seu companheiro. Fez sua estreia em 1968 no filme The Heart Is a Lonely Hunter com Alan Arkin. Este filme fez com que recebesse uma nomeação para o Óscar.
Morreu em 3 de novembro de 2018 aos 74 anos, de parada cardíaca relacionada aos cânceres de mama e de osso.